# Zoltán Kövecses
Zoltán Kövecses, PhD. Ungarsk sprogforsker, uddannet i Ungarn og USA. Nu professor i lingvistik ved Eötvös Loránd-universitetet i Budapest. Köveceses' hovedforskingsområde er metaforteori, kognitiv lingvistik, samt amerikansk-engelsk sprog og sprogbrug. Indenfor den kognitive metaforteori der forbindes med lingvisten George Lakoff, har Kövecses bidraget med en omfattende litteratur om sprog, krop og følelser.